# Bujumbura
Bujumbura er tidligere hovedstad i Burundi. Byen ligger ved Tanganyikasøen og har 658.859(2014) indbyggere. 
Bujumbura er Burundis største by og er landets økonomiske centrum. Her produceres blandt andet cement, tekstiler og sæbe. Bujumbura er landets største havneby, og herfra udskiber man  landets vigtigste eksportvare, kaffe, samt  bomuld, skind og tin.
Det går færger fra Bujumbura til Kigoma i Tanzania, og byen har også en flyveplads.